# FC Metaloglobus București
Fotbal Club Metaloglobus București, cunoscut sub numele de Metaloglobus București, sau pe scurt Metaloglobus, este un club de fotbal din București, România, care evoluează în prezent în SuperLiga României.

## Istorie
Metaloglobus București a fost înființată în anul 1923 drept echipa de fotbal a fabricii Metaloglobus, care în perioada comunistă producea tot felul de obiecte din oțel și fier precum lanterne sau gloanțe, iar începând cu 1965 jucării.
După Revoluția Română din 1989, fabrica a început să aibă probleme financiare, ajungând ca în anul 2000 să fie cumpărată de omul de afaceri sirian Imad Kassas. În 2014 mai avea doar 20 de angajați și era aproape de faliment.
Spre deosebire de fabrică, echipa de fotbal nu a evoluat aproape niciodată foarte bine. Ea a jucat în Liga a IV-a până în 2011, când juca barajul de promovare cu Rapid Clejani, meci pierdut. În ciuda acestui fapt, multe echipe din Liga a III-a s-au retras, iar Metaloglobus a intrat în fotbalul profesionist. Cinci sezoane consecutive formația termina în prima jumătate, cel mai bun rezultat fiind locul 3 în sezoanele 2012-2013 și 2015-2016.
La finalul sezonului 2016-2017 al Ligii a III-a, FC Metaloglobus se clasa pe prima poziție în Seria a II-a la distanță de 11 puncte de locul 2, Viitorul Domnești și promova în divizia secundă pentru prima oară în cei 60 de ani de existență.
Chiar dacă în primul sezon de liga a II-a terminase pe loc retrogradabil, retragerea echipei CS Afumați îi facilita prezența în acel eșalon pentru al doilea an consecutiv.

## Palmares
- Liga a III-a
  - Câștigătoare (1): 2016-2017
- Liga a IV-a – București
  - Câștigătoare (1): 2010–11

## Parcursul competițional
| Sezon   | Nivel | Divizie            | Loc | Note                                | Cupa României |
| ------- | ----- | ------------------ | --- | ----------------------------------- | ------------- |
| 2025–26 | 1     | SuperLiga României | TBD |                                     | TBD           |
| 2024–25 | 2     | Liga a II-a        | 5   | Promovată                           | Turul trei    |
| 2023–24 | 2     | Liga a II-a        | 11  |                                     | Play-off      |
| 2022–23 | 2     | Liga a II-a        | 15  | Câștigătoare barajului de menținere | Turul trei    |
| 2021–22 | 2     | Liga a II-a        | 10  |                                     | Turul trei    |
| 2020–21 | 2     | Liga a II-a        | 10  |                                     | Turul partu   |
| 2019–20 | 2     | Liga a II-a        | 7   |                                     | Șaisprezecimi |
| 2018–19 | 2     | Liga a II-a        | 9   |                                     | Turul partu   |

| Sezon   | Nivel | Divizie                      | Loc   | Note      | Cupa României |
| ------- | ----- | ---------------------------- | ----- | --------- | ------------- |
| 2017–18 | 2     | Liga a II-a                  | 16    |           | Șaisprezecimi |
| 2016–17 | 3     | Liga a III-a (Seria a II-a)  | 1 (C) | Promovată | Turul doi     |
| 2015–16 | 3     | Liga a III-a (Seria a II-a)  | 3     |           | Turul cinci   |
| 2014–15 | 3     | Liga a III-a (Seria a II-a)  | 5     |           | Turul doi     |
| 2013–14 | 3     | Liga a III-a (Seria a III-a) | 4     |           | Turul doi     |
| 2012–13 | 3     | Liga a III-a (Seria a II-a)  | 3     |           | Turul partu   |
| 2011–12 | 3     | Liga a III-a (Seria a IV-a)  | 9     |           |               |
| 2010–11 | 4     | Liga a IV-a (B) (Seria I)    | 1 (C) | Promovată |               |

## Lotul actual
La 15 mai 2025.
| Nr. |                  | Poziție | Jucător             |
| --- | ---------------- | ------- | ------------------- |
|     | România          | P       | George Gavrilaș⁠(d)  |
|     | România          | A       | Giani Stere⁠(d)      |
|     | Ghana            | F       | Seydou Issah⁠(d)     |
|     | Țările de Jos    | F       | Yassine Zakir⁠(d)    |
|     | Camerun          | A       | Serges Ekollo⁠(d)    |
|     | Coasta de Fildeș | F       | Christ Kouadio⁠(d)   |
|     | România          | M       | Alexandru Irimia⁠(d) |
|     | România          | M       | Dragoș Huiban⁠(d)    |

| Nr. |          | Poziție | Jucător                 |
| --- | -------- | ------- | ----------------------- |
|     | Brazilia | F       | Júnior Morais           |
|     | România  | M       | Robert Neacșu⁠(d)        |
|     | România  | A       | Adrian Ionuț Voicu⁠(d)   |
|     | România  | F       | Andrei Sava⁠(d)          |
|     | România  | M       | Georgian Honciu⁠(d)      |
|     | România  | P       | Cristian Nedelcovici⁠(d) |
|     | România  | F       | Lucian Cazan            |